# Nina Hartstone
Nina Hartstone (siglo XX) es una ingeniera de sonido británica. En 2019 se convirtió en la primera mujer europea en ganar un Oscar a la mejor edición de sonido.

## Trayectoria
Nina Hartstone era hija del ingeniero de sonido nominado al Oscar Graham V. Hartstone. En 1992 se licenció en Artes Visuales y Escénicas en la Universidad de Kent.  
Luego comenzó su carrera en la industria cinematográfica en Pinewood Studios como asistente. Su primer trabajo en la edición de sonido fue la película Cyborg Cop de 1993, y también fue asistente de ingeniería de sonido en películas como Michael Collins, Evita o Entrevista con el vampiro'. En 1999 fue responsable de la primera grabación automática de diálogos (ADR) en la película Onegin. Ese mismo año también fue la editora de diálogos en la película Cotton Mary. También ha participado en producciones como Gosford Park, An Education, Gravity, Everest o Bridget Jones' Baby. 
En 2018, Hartstone fue la ADR y editora de diálogos de Bohemian Rhapsody, siendo la encargada de hacer que la voz del actor principal Rami Malek sonara como la de Freddie Mercury. También ha sido reconocida por Moonage Daydream, el documental sobre David Bowie.
Es profesora visitante en la Universidad Solent.

## Reconocimientos
En 2019 ganó por Bohemian Rhapsody el Oscar en la categoría Mejor Edición de Sonido y el premio BAFTA. Por su trabajo en Moonage Daydream, ganó el premio al Mejor Diseño de Sonido en los Cinema Eye Honors Awards. También fue preseleccionada para el premio al mejor sonido en los Oscar, siendo el único documental que logró entrar en dicha lista.

## Premios y nominaciones
Premios Óscar
| Año  | Categoría               | Película          | Resultado |
| ---- | ----------------------- | ----------------- | --------- |
| 2019 | Mejor edición de sonido | Bohemian Rhapsody | Ganadora  |